# 알로스
알로스(영어: allose)는 6개의 탄소 원자가 포함된 단당류이고, 알데하이드기를 가지고 있는 알도스이며, 화학식은 C6H12O6이다. 알로스는 아프리카 관목인 Protea rubropilosa의 잎에서 6-O-시나밀 글리코사이드로 생성되는 희귀한 단당류이다. 담수 조류인 Ochromas malhamensis의 추출물은 알로스를 함유하고 있지만 그 구성 비율에 대해선 알려져 있지 않다. 알로스는 물에 용해되며, 메탄올에는 거의 용해되지 않는다.
알로스와 글루코스는 3번 탄소(C-3)에서 입체화학적 성질이 다른 에피머이다.
| D-알로스의 구조       | D-알로스의 구조       | D-알로스의 구조      |
| 골격 구조식           | 하워드 투영식         | 하워드 투영식        |
| --------------------- | --------------------- | -------------------- |
|                       | α-D-알로푸라노스 5 %  | β-D-알로푸라노스 7 % |
| α-D-알로피라노스 18 % | β-D-알로피라노스 70 % |                      |

## 같이 보기
- 글루코스
- 프럭토스
- 갈락토스

## 참고 문헌
- Carbohydrates, edited by P.M. Collins, Chapman and Hall, ISBN 0-412-26960-0